# تیسیر الجاسم

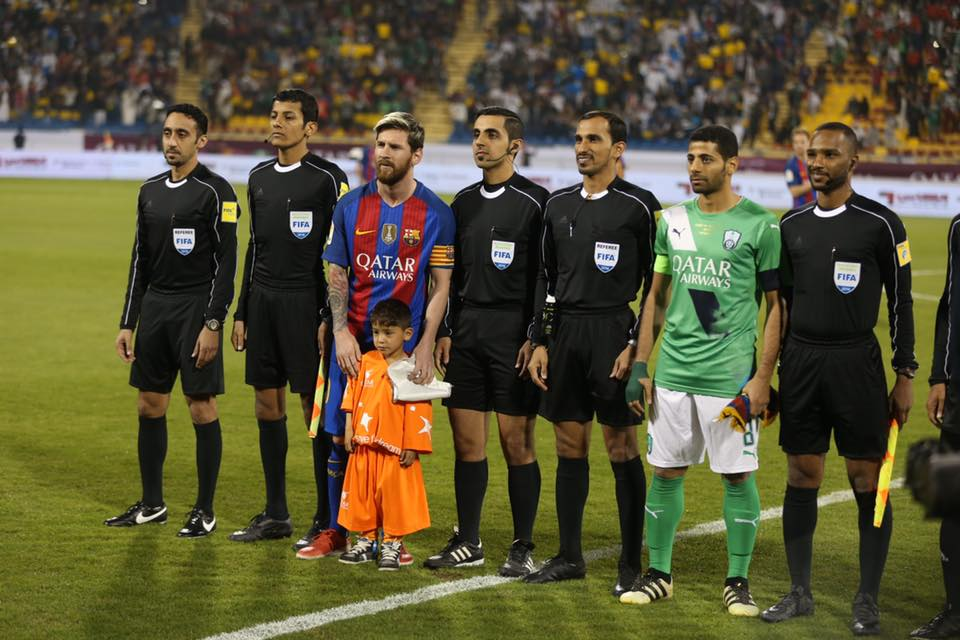
تیسیر الجاسم (لباس سبز) - ۲۰۱۶

تیسیر الجاسم (عربی: تيسير الجاسم-؛ زاده ۲۵ ژوئیهٔ ۱۹۸۴) یک بازیکن فوتبال اهل عربستان سعودی است.
وی همچنین در تیم ملی فوتبال عربستان سعودی بازی کرده‌است.